# Lysimachia jiangxiensis
Lysimachia jiangxiensis är en viveväxtart som beskrevs av C.M. Hu. Lysimachia jiangxiensis ingår i släktet lysingar, och familjen viveväxter. Inga underarter finns listade i Catalogue of Life.